# Florence Loiret-Caille
Florence Loiret-Caille, detta anche semplicemente Florence Loiret (Parigi, 26 giugno 1975), è un'attrice francese.

## Biografia
Figlia di un geologo petrolifero, Florence Loiret-Caille trascorre la sua infanzia in Indonesia. Tornata in Francia, frequenta corsi di arte drammatica al conservatorio nazionale di Saint-Germain-en-Laye e fa la sua prima apparizione nel cinema nel cortometraggio del 1996 Seule di Érick Zonca. Poco dopo lavora con i registi Martine Dugowson, Benoît Jacquot o Michael Haneke (Storie e poi Il tempo dei lupi), Une famille formidable. Il suo ruolo verrà ripreso nella stagione successiva dall'attrice Anne Azoulay. Entrambe si ritroveranno insieme nel 2018 nella serie Le Bureau - Sotto copertura.
Nel 2001 interpreta il ruolo di un'impiegata di albergo che si fa divorare da Vincent Gallo nel film horror Cannibal Love - Mangiata viva di Claire Denis, una regista con la quale lavorerà ancora. Allo stesso tempo allaccia un rapporto con il giovane regista Jérôme Bonnell, che le offre un ruolo importante in Le Chignon d'Olga del 2002. Per lui interpreta il ruolo di una prostituta in J'attends quelqu'un del 2006, prima di essere l'eroina nel film La Dame de trèfle, del medesimo regista (2009).
L'attrice, sempre più richiesta, interpreta la serva di cui s'innamora Jamel Debbouze in Parlez-moi de la pluie, una performance molto apprezzata. Dopo essere stata la narratrice di Une aventure di Xavier Giannoli (2005), ella recita con Daniel Auteuil nel film Je l'aimais di Zabou Breitman (2009). 
In televisione interpreta Marie-Jeanne, agente della Direction générale de la sécurité extérieure (DGSE = Direzione generale della sicurezza esterna, in pratica il servizio di spionaggio) e uno dei personaggi centrali delle cinque stagioni della serie TV Le Bureau - Sotto copertura (in lingua originale: Le Bureau des légendes).
Viene poi scelta da Sólveig Anspach per interpretare il ruolo principale di Agata in Queen of Montreuil nel 2013 e L'effetto acquatico - Un colpo di fulmine a prima svista nel 2015.
Nel gennaio 2017 fa parte della giuria presieduta da Jean-Paul Rouve in occasione della 24ª edizione del Festival internazionale del film fantastico di Gérardmer.

## Filmografia

### Cinema
- Portraits chinois, regia di Martine Dugowson (1996)
- Le Septième Ciel, regia di Benoît Jacquot (1997)
- Elles, regia di Luís Galvão Teles (1997)
- Storie (Code inconnu: Récit incomplet de divers voyages), regia di Michael Haneke (2000)
- La Mécanique des femmes, regia di Jérôme de Missolz (2000)
- Cannibal love - Mangiata viva (Trouble Every Day), regia di Claire Denis (2001)
- Bandits d'amour, regia di Pierre Le Bret (2001)
- Courts mais Gay: Tome 1, regia collettiva (2001) - (episodio "Ô trouble")
- Fais-moi des vacances, regia di Didier Bivel (2002)
- Courts mais Gay: Tome 3, regia collettiva (2002) - (episodio"Les résultats du bac")
- Plus haut, regia di Nicolas Brevière (2002)
- Le Chignon d'Olga, regia di Jérôme Bonnell (2002)
- Vendredi Soir, regia di Claire Denis (2002)
- Il tempo dei lupi (Le Temps du loup), regia di Michael Haneke (2003)
- Violenza estrema (Cette femme-là), regia di Guillaume Nicloux (2003)
- L'Intrus, regia di Claire Denis (2004)
- Victoire, regia di Stéphanie Murat (2004)
- L'Ennemi naturel, regia di Pierre Erwan Guillaume (2004)
- Incontri d'amore (Peindre ou faire l'amour), regia di Arnaud e Jean-Marie Larrieu (2005)
- Une aventure, regia di Xavier Giannoli (2005)
- Courts mais GAY: Tome 10, regia collettiva (2005) - (episodio "Petite faiblesse")
- J'attends quelqu'un, regia di Jérôme Bonnell (2007)
- L'uomo che cammina (L'Homme qui marche), regia di Aurélia Georges (2007)
- Les Deux Mondes, regia di Daniel Cohen (2007)
- Sans arme, ni haine, ni violence, regia di Jean-Paul Rouve (2008)
- Parlez-moi de la pluie, regia di Agnès Jaoui (2008)
- Je l'aimais, regia di Zabou Breitman (2009)
- Au voleur, regia di Sarah Leonor (2009)
- La Dame de trèfle, regia di Jérôme Bonnell (2009)
- La petite chambre, regia di Stéphanie Chuat e Véronique Reymond (2010)
- Et soudain, tout le monde me manque, regia di Jennifer Devoldère (2011)
- L'Hiver dernier, regia di John Shank (2011)
- Queen of Montreuil, regia di Sólveig Anspach (2012)
- Le petit roi, regia di Antoine Voituriez (2012)
- Les Salauds, regia di Claire Denis (2013)
- L'enquête, regia di Vincent Garenq (2014)
- L'effetto acquatico - Un colpo di fulmine a prima svista (L'Effet aquatique), regia di Sólveig Anspach (2016)
- Merveilles à Montfermeil, regia di Jeanne Balibar (2019)
- Ibrahim, regia di Samir Guesmi (2020)
- C'est la vie, regia di Julien Rambaldi (2020)
- I giovani amanti (Les Jeunes Amants), regia di Carine Tardieu (2021)
- Azuro, regia di Matthieu Rozé (2022)
- About Joan, regia di Laurent Larivière (2022)
- La sindrome degli amori passati (Le Syndrome des amours passées), regia di Ann Sirot e Raphaël Balboni (2023)

### Cortometraggi
- Seule, regia di Érick Zonca (1997)
- Ô trouble, regia di Sylvia Calle (1998)
- Stop, regia di Rodolphe Marconi (1998)
- Les Résultats du bac, regia di Pascal Vincent (2000)
- Une étreinte, regia di Eskil Wogt (2002)
- La Petite Chambre, regia di Elodie Monlibert (2003)
- (Mon) Jour de chance, regia di Nicolas Brevière (2004)
- Comme un boomerang, regia di Nicolas Brevière (2004)
- De Retour, regia di Angela Romboni (2005)
- Petite faiblesse, regia di Arnault Labaronne (2005)
- Nationale, regia di Alix Barbey (2006)
- Yvan le prévisible, regia di Foued Mansour (2006)
- Le Haori de soie mauve, regia di Sarah Sadki (2007)
- La Passerelle, regia di Juliette Soubrier (2010)
- Monsieur l'Abbé, regia di Blandine Lenoir (2010)
- Un mauvais père, regia di Tigrane Avedikian (2011)
- Sylvain Rivière, regia di Guillaume Bureau (2011)

### Televisione
- Le Portrait, regia di Pierre Lary – film TV (1999)
- Vacances volées, regia di Olivier Panchot – film TV (1999)
- Une famille formidable – serie TV, episodi 4x01-4x03 (2000)
- Paris-Deauville, regia di Isabelle Broué – film TV (2000)
- Sa mère, la pute, regia di Brigitte Roüan – film TV (2001)
- Carnets d'ado – serie TV, 2 episodi (2001-2002)
- Un goût de sel, regia di Hélène Marini – film TV (2003)
- Lumière, regia di Amaury Voslion – film TV (2004)
- Suor Therese (Sœur Thérèse.com) – serie TV, episodio 1x06 (2005)
- Spiral (Engrenages) – serie TV, episodi 1x02-1x03-1x05 (2005)
- Alice Nevers - Professione giudice (Alice Nevers: Le Juge est une femme) – serie TV, episodio 12x05 (2007)
- Rituels meurtriers, regia di Olivier Guignard – film TV (2011)
- Pilules bleues, regia di Jean-Philippe Amar – film TV (2014)
- Accusé – serie TV, episodio 1x04 (2015)
- La Main du mal – serie TV, episodi 1x01-1x02 (2016)
- Cassandre – serie TV, episodio 2x04 (2018)
- Loulou – serie TV, episodio 2x08 (2018)
- Platane – serie TV, episodio 3x04 (2019)
- Delitto a... (Meurtres à…) – serie TV, 1 episodio (2020)
- Le Bureau - Sotto copertura (Le Bureau des légendes) – serie TV, 47 episodi (2015-2020)
- H24, 24 h de la vie d'une femme – serie TV, episodio 1x16 (2021)

## Teatro
- 1998: Roberto Zucco di Bernard-Marie Koltès, regia di Nicolas Klotz
- 2001: La Promise testo e regia di Xavier Durringer
- 2007: Les Provinciales Une querelle da Blaise Pascal, regia di Bruno Bayen, théâtre Vidy-Lausanne
- 2008: Les Provinciales Une querelle da Blaise Pascal, regia di Bruno Bayen, théâtre national de Chaillot
- 2009: Laissez-moi seule, testo e regia di Bruno Bayen, théâtre de la Colline
- 2015: Les Lois de la Gravité, testo di Jean Teulé, adattamento di Marc Brunet e regia di Anne Bourgeois al théâtre Hébertot

## Radio
- 2008: Clara Immerwahr in Farben di Mathieu Bertholet, regia: Marguerite Gateau, France Culture
- 2013: Eponino nei Les Misérables di Victor Hugo, adattamento: Hélène Bleskine, regia: François Christophe, France Culture

## Candidature
- César 2010: candidatura al Premio César per la migliore promessa femminile per Je l'aimais